# CONIFA 유러피언 풋볼컵
CONIFA 유러피언 풋볼컵(CONIFA European Football Cup)은 국제 축구 연맹에 가입하지 않은 주, 소수 민족, 무국적자 및 지역의 총체적 협회인 독립 축구 협회 연맹가 주최하는 국제 축구 대회로, 2015년부터 2년마다 개최되었다.